# Perdita zonalis
Perdita zonalis är en biart som beskrevs av Cresson 1879. Perdita zonalis ingår i släktet Perdita och familjen grävbin. Inga underarter finns listade i Catalogue of Life.